# 箕浦猪之吉
箕浦 猪之吉（みのうら いのきち、1844年（天保15年）11月 - 1868年3月16日（慶応4年2月23日））は、幕末の土佐藩士、儒学者である。名は元章（もとあき）。号は仏山。

## 来歴
高知城下の潮江村に生まれる。土佐藩の儒学者であり、若くして山内容堂の侍従を務めたり、藩校致道館の助教をつとめるほどの秀才だった。慶応4年（1868年）1月、鳥羽・伏見の戦いの発生後、朝廷より土佐藩が和泉堺の警備を命じられると、箕浦は六番隊警備隊長として藩兵を率いて京都を出発、堺に駐留し警固についた。同年2月15日、フランス海軍が堺港に入り、港内の測量を行った。その後、士官以下数十名のフランス水兵が上陸し市内を遊びまわり近隣住民の苦情を受ける。八番隊と共に対応するが言葉が通じずフランス海兵の一人が土佐藩の隊旗を奪って逃げた為、発砲を命じた。結果銃撃戦となりフランス海兵11人を殺傷する事件を起こした（堺事件）。
同年2月23日、和泉堺の妙国寺において箕浦含む隊員20名の切腹を命じられる。切腹の場で箕浦は自らの腸を掴み出し、居並ぶフランス水兵を大喝した。介錯は同じく土佐藩士である馬淵桃太郎。墓は妙国寺に置かれる予定であったが、勅願寺に切腹した者を葬るのは不都合という意見が通り、同じ堺市内の宝珠院に置かれた。高知県高知市梅ノ辻に生誕地碑が建立されている。